# 萧德言
萧德言（558年—654年），字文行，唐初学者、经学家。

## 生平
萧德言是南蘭陵兰陵县（今江苏常州西北）人，他是萧思话的玄孙，萧介之孙，萧引之子。隋朝灭掉南朝陈后，德言一家搬到关中一帶居住，並在雍州长安（今陕西西安）一帶住了下來。后來又逃至京口定居。
唐太宗贞观年间，萧德言擔任過校书郎、著作郎、弘文馆学士等等的職位。萧德言笃志于学，博通经史，對各類經典和史書都有所了解，其中他特别精通《春秋左氏传》。他曾参与修撰《括地》。
萧德言与魏徵、虞世南、褚亮等整理经史中有关历代帝王兴衰之由的记载，並將整理出來的書名為《羣書治要》，之後他將這本書献给唐太宗。太宗发现這本書的內容廣博且切中要點，因此對蕭德言等多加称赞，赏賜优渥，他甚至被唐太宗給誉为“关西孔子”。唐高宗为晋王时，唐太宗诏萧德言为晋王讲授经义；晋王为太子，唐太宗又令萧德言兼任太子侍读。萧德言以年紀太大為理由，请求致仕，唐太宗不许，下诏慰勉，赐爵武阳县侯。贞观十七年（643年），拜秘书少监。贞观二十三年（649年），因累请表准致仕。唐高宗嗣位，以师加银青光禄大夫。進秘書監。
萧德言晚年更加刻苦学习，每次开经讀書的時候，都要祓濯（清洁）束带，正襟危坐，妻子对他说：“年纪大了为什么还要终日自找辛苦？”他回答：“面对先圣之言，为什么惧怕劳累？”
永徽五年，萧德言去世。死後被追赠太常卿的職銜，谥号博。《全唐诗》存诗一首，《旧唐书·经籍志》著录萧德言集三十卷。《新唐书·艺文志》著录萧德言二十卷。现在已经失传。

## 子孙
- 儿子：萧沈，官至太子洗马、朝散大夫
  - 孙子：萧安节，相王府兵曹参军，赠徐州刺史
    - 曾孙：萧至忠，官至宰相，唐中宗时同中书门下三品、侍中，唐睿宗时中书令
      - 玄孙：萧衡
      - 玄孙：萧衍
      - 玄孙：萧随
      - 玄孙女：萧氏，嫁汝州司兵参军、幽州大都督府士曹参军李潜
      - 玄孙女：萧氏，早亡后冥婚韦后之弟韦洵
      - 玄孙女：萧氏，嫁崔无诐

    - 曾孙：萧元嘉，官至谏议大夫
    - 曾孙：萧广微，官至工部员外郎
    - 曾孙女：萧大通，嫁来恒的儿子来景晖

## 延伸阅读
[在维基数据编辑]
 《舊唐書·卷189上》，出自刘昫《舊唐書》
 《新唐書/卷198》，出自《新唐書》